# Birdy
Birdy är en dramafilm från 1984 i regi av Alan Parker. Manuset, skrivet av Sandy Kroopf och Jack Behr, är baserat på romanen Birdy från 1978 av William Wharton.

## Handling
Birdy (Matthew Modine) kommer hem till USA efter att ha tjänstgjort som soldat i Vietnam under Vietnamkriget. Birdy lider av djup trauma efter sina krigsupplevelser och är patient på ett mentalsjukhus. I sitt vansinne fantiserar han om flygande fåglar, en fantasi som följt honom sedan han var barn. Av dessa fantasier bygger han en mur runt de upplevelser han varit med om i Vietnam. Emellertid bygger han muren så kraftig att den inte bara utestänger hans minnen från kriget, utan allt, inklusive ett friskt och normalt liv.
Efter att all tänkbar behandling misslyckats beslutar läkarna be Birdys barndomsvän Al (Nicolas Cage), som även han var soldat i Vietnam, försöka rycka Birdy ut ur hans hallucinationer. Berättelsen om Birdy tecknas med återblickar sedda ur hans eget perspektiv och är en gripande undersökning av de psykologiska konsekvenserna av krig såväl som de helande krafterna vänskap och fantasi.

## Medverkande (i urval)
- Matthew Modine – Birdy
- Nicolas Cage – Al Columbato
- John Harkins – Dr Weiss
- Sandy Baron – Mr Columbato
- Karen Young – Hannah Rourke
- Bruno Kirby – Renaldi
- Marshall Bell – Ronsky